# Estación de Colonel Fabien
Colonel Fabien es una estación del metro de París, situada en los límites de los distritos X y XIX de la ciudad. Pertenece a la línea 2. Según datos de 2017, fue usada por más de 4,7 millones de viajeros.

## Historia
La estación se inauguró con el nombre de Combat el 31 de enero de 1903. El nombre hacía referencia a la plaza du Combat, un lugar donde se celebran combates de animales. 
Concluida la Segunda Guerra Mundial y como otras estaciones de la red, cedió su nombre a uno de sus protagonistas. En este caso a Pierre Georges, apodado Coronel Fabien, activo resistente francés que falleció varios meses después de la liberación de París cuando trataba de desactivar una mina cerca de Mulhouse. 

## Descripción
Se compone de dos andenes laterales de 75 metros, y de dos vías. 
Está diseñada en bóveda elíptica revestida completamente de los clásicos azulejos blancos biselados del metro parisino.
Su iluminación sigue el estilo New Neons, originario de la línea 12 pero que luego se ha ido exportando a otras líneas. Emplea delgadas estructuras circulares, en forma de cilindro, que recorren los andenes proyectando la luz tanto hacia arriba como hacia abajo. Finos cables metálicos dispuestos en uve sostienen a cierta distancia de la bóveda todo el conjunto.
La señalización por su parte usa la moderna tipografía Parisine donde el nombre de la estación aparece en letras blancas sobre un panel metálico de color azul. Por último, los asientos de la estación son individualizados y de tipo Motte.

## Accesos
La estación de un solo acceso situado en el número 83 del bulevar de la Villette. Realizado por Hector Guimard, está catalogado como Monumento Histórico.